# Амар отварање
Овај чланак користи алгебарску шаховску нотацију како би се описали шаховски потези.
Амар отварање (познато и под називом Парис отварање , Дрункен витез отварање) је шаховско отварање дефинисано потезом:
1. Сх3
Ово отварање се понекад назива и амонијак отварање, јер је NH3 хемијска формула за амонијак . Париски аматер Чарлс Амар играо га је 1930-их. Вјероватно га је назвао Савиели Тартаковер који је за ово отварање користио оба имена, мада је шаховски аутор Тим Хардинг у шали рекао да је "Амар" акроним за "Апсолутно луд и смијешан". 
Од 1. Нх3 се сматра неправилним отварањем, класификован је под шифром А00 у Енциклопедији шаховских отварања .

## Процјена
Попут Дуркиновог отварања, бијели развија витеза до ивице табле, гдје не контролише централна поља. Најчешћи одговор црног је 1 ... д5 који пријети 2. . . Лхх3, рушећи структуру краљеве страни бијелога. Бијели обично игра 2.г3 да то спријечи, када црни може да настави заузимати центар са 2 ... е5.
Свјетски шампион Магнус Карлсен искористио је Амар отварање поразом Алексеја Древа у игри која се играла на брзим контролама времена у онлајн ПРО шаховској лиги 2018. године. 

## Именоване варијанте
Амар отварање има неколико именованих варијанти. Најпознатији је париски гамбит : 1. Нх3 д5 2.г3 е5 3.ф4 ? ! Бхх3 4. Бхх3 ехф4. У париском гамбиту, бијели омогућава црном чврст захват на средини, а такође одустаје од материјала . Стога се гамбит сматра сумњивим. Једина именована варијанта у париском гамбиту је гент гамбит : 5.0-0 фхг3 6.ххг3. Тартаковер је први пут играо против Андора Лилиентала у Паризу 1933. године.
Постоји и једна подваријанта која у варијанти 1 ... е5, позната као Крази Кат : 1. Сх3 е5 2.ф3 д5 3. Сф2.